# Корокі Сіндзо
Сіндзо Корокі (яп. 興梠 慎三, нар. 31 липня 1986, Міядзакі) — японський футболіст, нападник клубу «Урава Ред Даймондс».

## Клубна кар'єра
Народився 31 липня 1986 року в місті Міядзакі. Займався футболом у Вищій школі Хосьо.
У дорослому футболі дебютував 2005 року виступами за команду клубу «Касіма Антлерс», в якій провів сім сезонів, взявши участь у 192 матчах чемпіонату. Більшість часу, проведеного у складі «Касіма Антлерс», був основним гравцем атакувальної ланки команди. У складі касімської команди став триразовим чемпіоном Японії, дворазовим володарем Кубка та Суперкубка країни, а також володарем Кубка японської ліги.
На початку 2013 року перейшов в «Урава Ред Даймондс», у його складі двічі ставав віцечемпіоном. Наразі встиг відіграти за команду з міста Сайтама 90 матчів у національному чемпіонаті.

## Виступи за збірні
З 2016 року захищає кольори олімпійської збірної Японії на Олімпійських іграх 2016 року у Ріо-де-Жанейро.
9 жовтня 2008 року дебютував в офіційних матчах у складі національної збірної Японії в зустрічі проти збірної ОАЕ. З 2008 по 2011 рік зіграв за збірну 12 матчів, в більшості з них виходив на заміни. Після чотирирічної перерви, в серпні 2015 року був викликаний в національну команду для участі в Кубку Східної Азії, на якому зіграв три матчі і зайняв з командою четверте місце. Наразі провів у формі головної команди країни 16 матчів.

## Титули і досягнення
- Чемпіон Японії (3):

«Касіма Антлерс»:  2007, 2008, 2009
- Володар Кубка Імператора (4):

«Касіма Антлерс»:  2007, 2010
«Урава Ред Даймондс»:  2018, 2021
- Володар Кубка Джей-ліги (3):

«Касіма Антлерс»:  2011, 2012
«Урава Ред Даймондс»:  2016
- Володар Суперкубка Японії (2):

«Касіма Антлерс»:  2009, 2010
- Володар Кубка банку Суруга (2):

«Касіма Антлерс»:  2012
«Урава Ред Даймондс»:  2017
- Клубний чемпіон Азії (1):

«Урава Ред Даймондс»:  2017